# 고려승객
고려승객(高麗乘客)은 서울특별시의 마을버스 업체이고, 본사는 서울특별시 성북구 월곡로13길 9 (종암동)에 있다.

## 연혁
- 2002년 1월 22일: 회사 설립

## 보유노선
- ● 성북10-1번: 장위중학교 ↔ 미아사거리역 (구 성북마을 10번,성북10번)
- ● 성북10-2번: 우남아파트 ↔ 미아사거리역
- ● 성북15번: 고려아파트 ↔ 한미약국 (구 성북마을 15번)
- ● 성북21번: 고려대역 ↔ 길음역 (2007년 5월 10일 신설)

## 미운행 노선
- ● 성북11번 (2007년경 폐선)

## 보유 차량
- 현대자동차 - 현대 뉴 카운티, 현대 카운티 뉴 브리즈